# Deutsche Gartenbauwissenschaftliche Gesellschaft
Die Deutsche Gartenbauwissenschaftliche Gesellschaft e. V. (DGG) unterstützt und vertritt die angewandte und grundlagenorientierte Forschung im Bereich des Gartenbaus. Sie ist Mitglied in der International Society for Horticultural Science (ISHS) und Ansprechpartner und Berater bei politischen Entscheidungsprozessen.
Zusammen mit dem Bundesverband der Hochschulabsolventen/Ingenieure Gartenbau und Landschaftsarchitektur (BHGL) richtet der Verein jährlich eine Tagung aus. Zu den Zielen der Gesellschaft zählt unter anderem die Förderung des wissenschaftlichen Nachwuchses. Dieses erfolgt unter anderem durch die Vergabe von Preisen (Green Challenge, Grow Award, Posterpreise etc.).
Das Publikationsorgan ist das European Journal of Horticultural Science sowie die DGG Proceedings, die online auf der Website der DGG einsehbar sind.